# レッドブル・X2010
レッドブル X2010 (Red Bull X2010) は、ゲームソフト「グランツーリスモシリーズ」に登場する架空のレーシングカーである。開発にF1コンストラクターのレッドブル・レーシング、レーシングドライバーのセバスチャン・ベッテルが協力している。
派生車両としてX2011、X2014、X2019が存在し、グランツーリスモ6の発売以後はこれらとX2010を総称して「Xシリーズ」としてカテゴライズされることとなった。本項ではX2010以外の派生車両についても記載する。

## コンセプト
元々の名称は「RedBull X1」だったが、グランツーリスモ5のゲームデータがバージョン1.05にアップデートされて以降、現在の名称に変更された。「レギュレーションの枠にとらわれない、地上最速のレーシングカー」とはどのようなものか、という構想を形にした車両であり、山内一典を筆頭としたグランツーリスモシリーズのスタッフと、レッドブル・レーシングがタッグを組んで生み出された。採用されている技術の大半は実際にF1でも採用され、後にレギュレーションで禁止されたものである。
当初はフロントホイールまでをカウルで覆った形状でイメージされ、1500 PSを発生するV型6気筒直噴ツインターボエンジンによって、最高速度400km/hオーバーを達成するというものであった。その後、レッドブル・レーシングのチーフテクニカルオフィサーであるエイドリアン・ニューウェイの発案により、かつてCan-Amで活躍したレーシングカーであるシャパラル・2Jや、1978年のF1マシンであるブラバム・BT46Bで用いられていた「ファン・カー」のシステムを応用することが決定。車体後部の中央に設けられたファンを使用し、強制的に車体下部の空気を追い出して気圧を下げることにより、速度域に関係なく強力なダウンフォースを発生する。同時に、4輪全てをカウルとスパッツで覆って空気抵抗を減らし、リアディフューザーとリアウィングの形状に改良を加えたことにより、最高速度500km/h、最大横加速Gは8.25Gと、初期の構想時に比べて大幅な性能アップを遂げた。
このマシンのテストドライブおよびシェイクダウンは、F1ドライバーのセバスチャン・ベッテルが担当した。ベッテルはこのマシンの性能について「ニュルブルクリンクを初めて回ったとき、F1カーより20～30秒近く速いタイムがいきなり出た」「とてもトリッキーな車だが、一度理解してしまえば凄く楽しく走れる」とコメントし、ニュルブルクリンクGPコースを1分4秒853で周回するタイムを記録した。

## バリエーション

### レッドブル X2010 S.ベッテル
レッドブルのフォーミュラ1カーと同様のペイントが施されたモデル。スペシャルイベント「セバスチャン・ベッテル Xチャレンジ」でのオールブロンズ獲得、もしくはBスペックモードでのレベル35到達で入手できる。
トランスミッションのカスタマイズに制限があり、バージョン1.05以前はギア比の調整ができなかった。バージョン1.06以降ではファイナルギアのみ調整可能。
2011年10月9日のF1日本GPにて、ベッテルが2年連続F1チャンピオンに決定したのを記念し、2011年10月9日から同月17日までグランツーリスモ5のオンラインサービスにログインしたユーザー全員にプレゼントされた。
『グランツーリスモ6』では最初からディーラーで販売されている。『グランツーリスモSPORT』には登場しない。

### レッドブル X2010
全20色。スペシャルイベント「セバスチャン・ベッテル Xチャレンジ」でのオールシルバー獲得で入手できる（色はランダム）。ディーラーでも購入できるが、購入可能レベルは上限の40、価格も保有可能なクレジットの上限であるCr.20億（欧米版では2000万）に設定されている。
『グランツーリスモ6』では最初からディーラーで販売されており、価格もCr.6億に値下げされた。またゼッケンが削除され、この車のみ2011年のF1世界選手権でタイヤサプライヤーがピレリに変更された関係か、ステッカーがブリヂストンからピレリに差し替えられている（ベッテル版とプロトタイプはブリヂストンのまま）。『グランツーリスモSPORT』には登場しない。

### レッドブル X2010 プロトタイプ
色は艶消しのブラック。仕様及び性能はX2010と同一。スペシャルイベント「セバスチャン・ベッテル Xチャレンジ」でのオールゴールド獲得で入手できる。
『グランツーリスモ6』では最初からディーラーで販売されている。『グランツーリスモSPORT』には登場しない。

### レッドブル X2011 プロトタイプ
2011年10月18日発売の有料DLC「レーシングカー・パック」に収録された、X2010の進化版と位置づけられるマシン。
スペックはX2010からほぼ変更されていないが、ファンの改良によって最高出力は1650ps（1657馬力）とわずかに向上した。加えて車体各部のエアロパーツの形状を最適化することで空気抵抗を減らし、最高速の向上を図っている。この結果、最高速度は515km/hほどへ引き上げられた。
色はブラック。ホイールカバーに描かれたロゴはF1のタイヤサプライヤーに合わせて、X2010のブリヂストンからピレリに変更された。
『グランツーリスモ6』では最初からディーラーで販売されており、価格もCr.6億に値下げされた。『グランツーリスモSPORT』には登場しない。

### レッドブル X2010 5G
2012年10月から12月にかけて行われた、5ジャンルのTVゲームの日本一プレイヤーを決定する大会「RedBull 5G」において使用されたモデル。
X2010をベースに、エンジンのデチューンやエアロパーツの面積拡大、サスペンション形式の変更（ベース車のフルアクティブからパッシブに変更）といったモディファイが施されている。また、ファンシステムも動作停止とされている。
のちに予選参加者限定で、オンラインイベントの賞品として入手できた。この車のみ唯一カラー変更ができる。
『グランツーリスモ6』以降には登場しない。

### レッドブル X2014 ジュニア
Xシリーズのみならず、フォーミュラカーそのものの運転に慣れ親しむためのモデルとして開発された入門者向けマシン。
200 PSを発生する2.0 L 直列4気筒自然吸気エンジンを搭載し、最高速度を抑えることで操縦性を重視している。外観はX2011から吸気ファンとキャノピーを取り払ったようなカウルを持ち、フロントのライト周りやリアウィング周辺の形状、スパッツに覆われた4輪は本家Xシリーズを踏襲している。
『グランツーリスモSPORT』では2018年3月のアップデートで収録された。

### レッドブル X2014 スタンダード
ファンを持たない究極のベンチュリーカーとして開発されたマシン。
800 PSを発生する2.0 L V型6気筒ターボエンジンを搭載する。吸気ファンは存在しないが、ダウンフォースを高めるために巨大な整流板が至るところに装着されている。
『グランツーリスモSPORT』では2018年3月のアップデートで収録された。車重が90kg重くなり、2018年のF1世界選手権のレギュレーションに近い650kgとなっている。また、『FIA-GT選手権 2018 ワールドファイナル』の決勝レースでもこの車が使用された。

### レッドブル X2014 ファンカー
Xシリーズファンカーの2014年モデル。
1200 PSを発生する3.0 L V型6気筒ターボエンジンを搭載。X2011と比較して最高出力は抑えられているが、ボディの部品点数を減らすことで空気抵抗を低減し、コーナリング性能の向上を図っている。
なお、X2011まではホイールカバーにF1のタイヤサプライヤーであるブリヂストンもしくはピレリのロゴが描かれていたが、X2014は全車においてホイールカバーには何も描かれていない。
X2014シリーズでは唯一、『グランツーリスモSPORT』に登場しない。

### レッドブル X2019 Competition
2019年6月の『グランツーリスモSPORT』のアップデートで収録された、Xシリーズの2019年型モデル。X2014 スタンダードをベースに、FIA グランツーリスモ チャンピオンシップ ネイションズカップ決勝レース向けのモディファイを施したマシンであり、Xシリーズ初の競技用モデルとして開発された。
エンジンは3.0 L V型12気筒自然吸気エンジンに換装され、エアロパーツ各部の形状変更によりダウンフォースが抑えられたほか、トランスミッションも一般的なシーケンシャルへ変更された。これらの改良によってベース車両のトリッキーさを抑え、マイルドで扱いやすい車両特性となっている。